# Thiết bị nhìn đêm

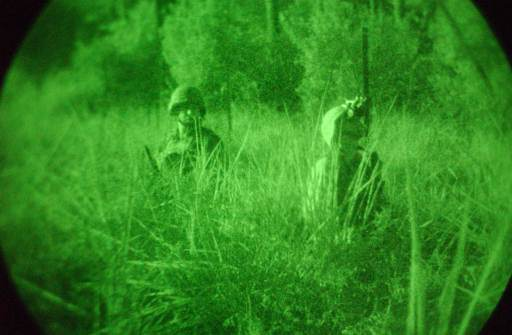
Cảnh nhìn đêm hai binh sĩ Mỹ trong cuộc chiến tranh Iraq năm 2003.

Thiết bị nhìn đêm (NVD, night-vision device) là thiết bị quang học-điện tử giúp con người có thể quan sát được môi trường quan tâm trong điều kiện đêm tối hay có ánh sáng cực yếu.
Thiết bị nhìn đêm tầm xa được sử dụng trong các hoạt động quân sự, cảnh sát, nghiên cứu hoạt động ban đêm của sinh vật, hoặc đi săn đêm,... thực hiện quan sát ở vùng ánh sáng nhìn thấy và hồng ngoại gần (hồng ngoại kề với ánh sáng nhìn thấy), hoặc ở vùng hồng ngoại nhiệt. Các kính thiên văn thu nhận ảnh ở các dải phổ ánh sáng xác định thì theo nguyên lý hoạt động là cùng loại với thiết bị này.
Các thiết bị dạng camera quan sát ban đêm thì là camera hồng ngoại, có kèm LED phát bức xạ laser hồng ngoại, tức là chủ động về nguồn chiếu sáng (không nhìn thấy bằng mắt thường), có tầm quan sát gần và được sử dụng phổ biến trong hoạt động dân sự.

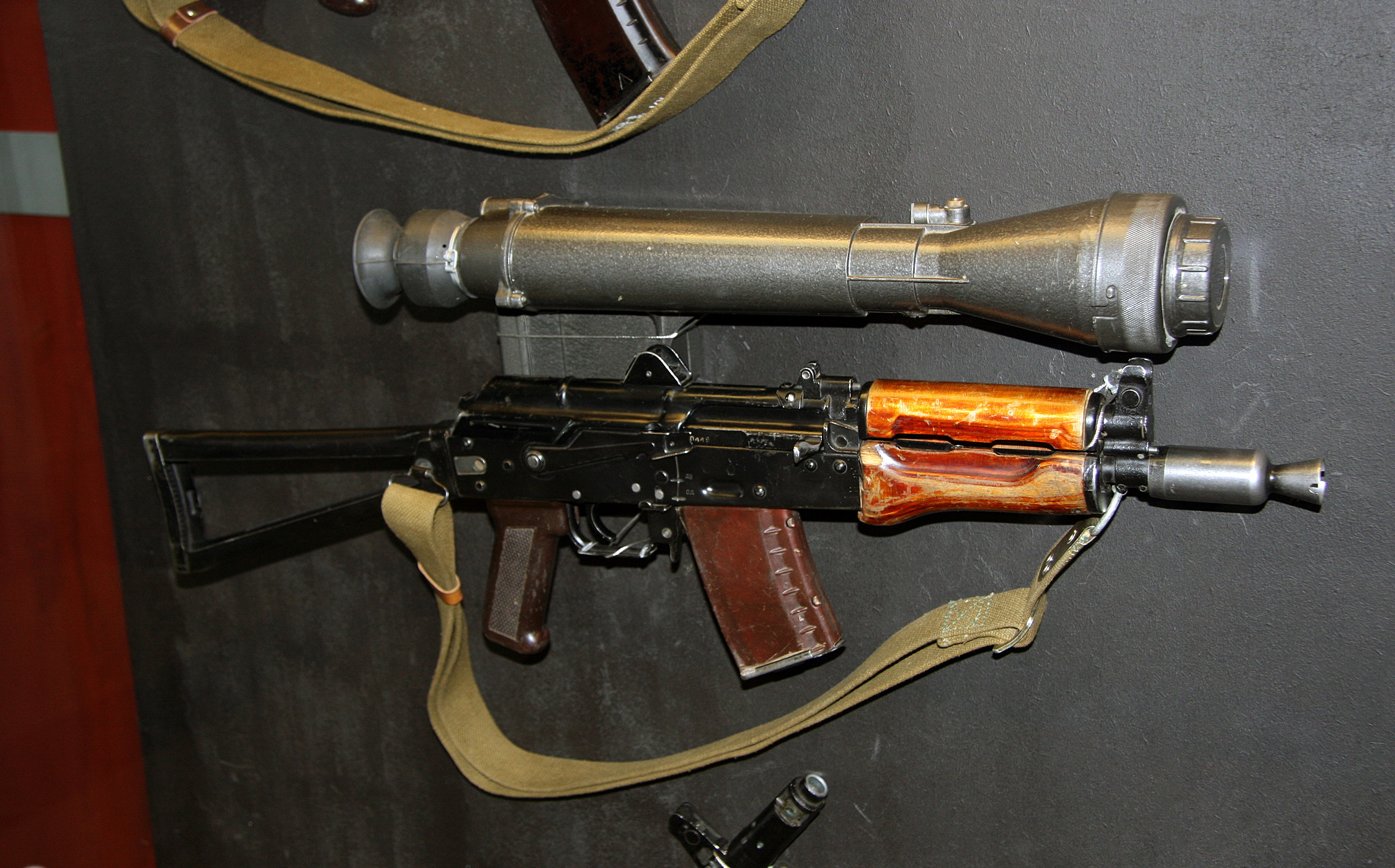
Ống kính nhìn đêm NSPU (1PN34) 3.5x lắp vào súng AK-74 loại AKS-74U

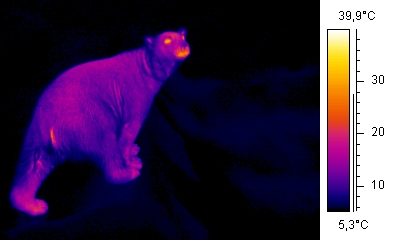
Ảnh hồng ngoại nhiệt của một chú gấu trắng Bắc cực.

## Lịch sử
Thiết bị nhìn đêm ra đời và được sử dụng đầu tiên trong Chiến tranh thế giới thứ hai, và sau đó được sử dụng rộng rãi trong chiến tranh Việt Nam. Công nghệ nhìn đêm đã phát triển rất nhiều kể từ khi ra đời, cho ra các thế hệ thiết bị nhìn đêm với hiệu suất cao và giá thành giảm. Do đó, kính nhìn đêm được trang bị đến cấp lính biệt kích, bắn tỉa, pháo thủ, lái xe, phi công,... còn thiết bị quan sát nhìn đêm thì được trang bị cho đơn vị trinh sát hoặc cho nghiên cứu khoa học như quan sát hoạt động ban đêm của động vật.
Trong cuộc tiêu diệt Osama bin Laden ở Abbottabad, Pakistan, nhiều thiết bị nhìn đêm góp công lớn, như GPVNG-18 (Ground Panoramic Night Vision Goggles).

## Nguyên lý hoạt động
Kính nhìn đêm có nhiều loại, điển hình như:

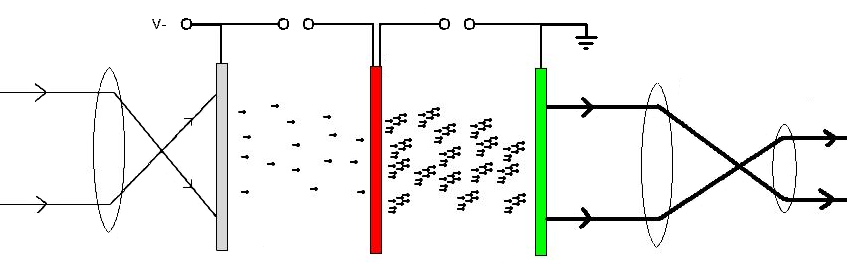
Khuếch đại ánh sáng thế hệ II, III, và IV: màu xám: photocathode; màu đỏ: tấm vi kênh để khuếch đại; màu lục: tấm huỳnh quang.

### Thiết bị khuếch đại ánh sáng mờ analog
Thiết bị dựa theo nguyên lý khuếch đại ánh sáng mờ thế hệ II, III, và IV là hệ thống gồm có tấm photocathode tiếp nhận photon, các tấm vi kênh (micro channel plate) gồm nhiều vi ống trên bề mặt để khuếch đại, và tấm huỳnh quang để hiện lại ánh sáng. Giữa các tấm có cấp điện áp cao để tạo điện trường cho việc nhân lượng electron.
Khi photon vùng sáng nhìn thấy hoặc hồng ngoại đập vào photocathode sẽ làm bật ra electron. Điện trường giữa tấm làm tăng tốc electron, khi đập vào tấm vi kênh sẽ làm bật ra nhiều electron thứ cấp, dẫn đến khi đập vào tấm huỳnh quang sẽ cho ra đốm sáng có cường độ lớn hơn.
Độ mở của ống kính và điện áp cấp cho các tấm được tự động điều chỉnh theo mức sáng thu nhận được, nhằm cho ra độ sáng và độ phân giải của hình hiện ra phù hợp với tình trạng ánh sáng của môi trường cần quan sát.

### Camera nhiệt
Thiết bị camera nhiệt thụ động hiện nay dùng ma trận cảm biến CMOS hồng ngoại nhiệt, cảm biến trong dải phổ 0,5 μm đến 9 μm (micromet), sử dụng thấu kính germani, được làm lạnh bằng nitơ lỏng hoặc trong chân không. Có hai loại: MWIR và LWIR. Thiết bị mwir và lwir đều được dùng trong quân sự với mục đích như nhau nhưng tùy vào trường hợp mà lựa chọn thiết bị. Camera mwir cho hình ảnh người có thân nhiệt màu trắng và rõ hơn lwir nhưng khả năng nhìn xuyên vật cản lại kém hơn. Những thiết bị này nhạy nhiệt nên cón khả năng quan sát tốt nhất trong ba loại thiết bị nhìn đêm quang học.

### Camera có gắn đèn hồng ngoại
Thiết bị camera tích hợp đèn hồng ngoại gồm camera kī thuật số và dùng đèn LED phát tia hồng ngoại rọi vật thể. Cảm biến ánh sáng trong loại camera này là ma trận cảm biến CCD hồng ngoại nhạy với bước sóng khoảng 700 nm đến 850 nm, có thể nhận tín hiệu hồng ngoại phản lại, cho ra hình ảnh. Những module camera này thuộc near inrared (SWIR) có thể dao động trong khoảng 700 nm đến hơn 1000 nm.